# الوود (نبراسکا)
الوود(به انگلیسی: Elwood) شهری در ایالت نبراسکا کشور ایالات متحده آمریکا است که جمعیت آن در سرشماری سال ۲۰۱۰ میلادی، ۷۰۷ نفر بوده‌است.